# رشت أباد القديم (آذغان)
رشت أباد القدیم (بالفارسية: رشتاباد قدیم) هي منطقة سكنية تقع في إيران في قسم آذغان الریفي. يقدر عدد سكانها بـ 528 نسمة .